# 仁错
仁错（藏語：རེའུ་མཚོ།，威利转写：re'u mtsho，THL：Reu Tso，藏语意为“山湖”）也作日吾错，位于中国西藏自治区昌都市八宿县北部郭庆乡境内，湖面海拔4430米，湖长3.8公里，最大宽1.8公里，平均宽1公里，面积3.7平方公里。湖水最深处达8米以上。湖滨地势开阔，为天然牧场。湖中富渔业资源。